# Silphium (geslacht)
Silphium is een geslacht uit de composietenfamilie (Asteraceae of Compositae). Het zijn vaste planten. 
The Plant List accepteert vijftien soortnamen. Volgens de Flora of North America bestaat het geslacht uit twaalf soorten die alle voorkomen in Noord-Amerika. 